# Husmannsplassen Bakken
Husmannsplassen Bakken är ett gårdsmuseum på ön Rennesøy i Stavangers kommun i Rogaland fylke i sydvästra Norge. Byggnaden, som består av sammanbyggda bostads- och uthusdelar, är från omkring 1800. Den ingår i Ryfylkemuseet.
Bakken har varit ett torp under gården Dalaker sedan Elling Olson Sørbø och Mari Jakobsdotter slog sig ned på platsen 1758. Det fanns torpare där till 1857, då änkan efter den sista torparen emigrerade till Amerika tillsammans med sina barn. 
År 1867 flyttade Berta Karina (1846–1926) och sjömannen Knut Torsen Dalaker (1828–1895) till Bakken. Berta Karina var dotter till bonden på Dalaker, Jørgen Eriksen, och dennes andra fru Vendel Olsdotter. De fick stället som egen egendom av fadern till Berta Karina. Paret fick fem barn, varav tre söner reste till Amerika.
Barnbarnet Knut övertog torpet som sommarbostad, och Rennesøy Bygdemuseum fick torpet som testamentarisk gåva efter Knuts änka 1964. 
De två delarna av huset har flyttats till platsen. Bostadsdelen har kök, två stugor samt en liten kammare bakom ena stugan. I förlängningen av bostadsdelen har byggts ett uthus på andra sidan köket. Det finns en dörr mellan köket och ladan. Sådana sammanbyggda hus är sällsynta i Rogaland.
I bakkanten av ladudelen finns en stenmur, liksom i gaveln. På Rennesøy finns god byggnadssten i form av skifferaktig fyllit, medan timmer måste inköpas utifrån. Innanför ladudörrarna ligger ett kraftigt trägolv. Detta var tröskgolvet.
I andra ändan av huset från ladan sett finns ett skjul som varit förvaringsutrymme för ved och bränsletorv.